# 畢祖朽
畢 祖朽（ひつ そこう、生没年不詳）は、北魏の武人・官人。本貫は東平郡須昌県。

## 経歴
畢元賓と劉氏のあいだの長男として生まれた。成長すると、身長は8尺、腰帯は10囲におよんだ。経書や史書を渉猟し、文詠を好んでおこなった。性格は寛大温厚で、人との交際をよくした。父の須昌侯の爵位を嗣いだが、伯に爵位を降格された。員外郎を初任とした。尚書郎・治書侍御史に転じ、寧遠将軍の号を加えられ、兗州中正の任を加えられた。
506年（正始3年）、南朝梁の将軍の蕭及先が2万の兵を率いて兗州に侵入し、蕭及先の別帥の角念が蒙山に駐屯した。祖朽は統軍となり、仮の寧朔将軍とされて、邢巒の下で角念を攻撃した。祖朽は角念を破って100里あまりを追撃し、梁の龍驤将軍の矯道儀や寧朔将軍の王季秀を斬り、梁兵の死者や投降者は4000人あまりにおよんだ。祖朽は功績により南城県開国男の別封をえた。散騎侍郎・中書侍郎となり、龍驤将軍の号を加えられた。延昌末年、安南王元志が荊沔に出征すると、祖朽は元志の軍司となり、給事黄門侍郎を兼ねた。まもなく司空長史に転じた。神亀末年、龍驤将軍のまま持節・東豫州刺史に任じられた。洛陽に召還されると、前将軍・太尉長史・兼尚書北道行台となった。
孝昌初年、持節・前将軍・南兗州刺史に任じられた。まもなく度支尚書に転じた。定州刺史の任を代行することとなったが、赴任しないうちに、安東将軍・瀛州刺史に転じた。鮮于修礼の兵に数十日間包囲され、州城を固く守り抜いた。後に瀛州で病没した。衛将軍・吏部尚書・兗州刺史の位を追贈された。
子がなく、弟の畢祖帰の子の畢義暢が爵位を嗣いだ。

## 伝記資料
- 『魏書』巻61 列伝第49
- 『北史』巻39 列伝第27